# Ватанабэ, Ясунори
Ясунори Ватанабэ (яп. 渡辺泰憲 Ватанабэ Ясунори, 2 июля 1974 года, Токио — 3 апреля 2010 года, железнодорожная станция Камакура) — японский профессиональный регбист, выступавший на позициях лока (замка) и фланкера.

## Биография

### Клубная карьера
Уроженец Токио, с раннего детства занимался регби. Окончил Японский университет спортивных наук города Токио, выступал за регбийную команду в лиге Канто в третьей линии. С 1997 года выступал за клуб «Тосиба Футю», позже ставший известный под названием «Тосиба Брэйв Лупус». Его одноклубниками были такие известные игроки, как проп Масахиро Кунда, фланкеры Хироюки Кадзихара и Такеоми Ито, центр Эндрю Маккормик и фуллбэк Цутому Мацуда.
В 1998 и 1999 годах Ватанабэ выиграл Всеяпонский чемпионат, победив с командой в финалах соответственно «Тойота Мотор Корпорэйшн» (35:1)) и «Кобе Стил» (24:13). В 2004 году он одержал победу во Всеяпонском чемпионате в третий раз, а на протяжении трёх лет подряд — 2005, 2006 и 2007 — в составе клуба становился чемпионом японской Топ-Лиги. Ещё два титула Всеяпонского чемпиона он выиграл в 2006 и 2007 годах, а также завоевал четырежды Кубок Microsoft.
Карьеру игрока завершил по окончании сезона 2008/2009, выиграв последний титул в карьере с «волками». О своих планах на будущее он не сообщал.

### Карьера в сборной
За сборную Японии сыграл 34 матча и набрал 40 очков, дебютную игру провёл 11 мая 1996 года на токийском стадионе «Титибуномия» против Гонконга (победа 34:27), выйдя на замену. В составе команды участвовал в трёх чемпионатах мира, сыграв по одному матчу в 1999 и 2003 годах и две игры в 2007 годах. Уже 15 сентября 1998 года на том же стадионе «Титибуномия» он занёс две попытки в матче против Аргентины, завершившемся победой со счётом 44:26. В октябре японцы прошли квалификацию на Кубок мира, разнеся Тайвань 134:6, победив Корею 40:12 (в игре против корейцев Ватанабэ занёс одну попытку) и разгромив Гонконг 47:7, что вывело японцев на чемпионат мира и привело их к победе на чемпионате Азии 1998 года.
В 1999 году Ватанабэ сыграл на Чемпионате Тихоокеанского хребта в матчах против Канады, Тонга и США (японцы трижды победили), а перед отъездом на чемпионат мира сыграл в игре против Испании в Токио. На самом чемпионате японцы проиграли все три матча, причём сам Ватанабэ вышел на игру против Самоа (9:43). 11 ноября 2000 года его сборная в тест-матче в Дублине разгромно проиграла Ирландии 9:78.
В 2003 году японцы выступили не только на чемпионате мира, но и на Кубке Супердержав (англ. Super Powers Cup), в составе сборной был и Ватанабэ. В розыгрыше победу одержала Россия, переиграв японцев в личной встрече в Токио со счётом 43:34, что стало сенсацией. Японцы перед чемпионатом мира дважды сыграли против действовавших чемпионов мира, австралийцев, и оба раза проиграли (5:63 и 15:66). На кубке мира в Австралии японцы провели четыре матча группового этапа и все матчи проиграли: Ватанабэ вышел только на матч против Шотландии (11:32).
В 2004 году в составе сборной Японии Ватанбэ завоевал второй титул чемпиона Азии, когда его команда сыграла вничью с Кореей 19:19 и разгромила Гонконг 91:3, завоевав заодно путёвку на Кубок мира 2007 года. В 2005 году он выступал в Суперкубке Toshiba с командой, где в финале его сборная проиграла Канаде 10:15. Летом 2007 года сборная Японии сыграла на Кубке тихоокеанских наций, где из четырёх матчей выиграла только у Тонга, проиграв Фиджи, Самоа и второму составу Новой Зеландии.
В 2007 году Ватанабэ сыграл в составе сборной Японии на чемпионате мира, которая из 4 матчей проиграла три и свела единственный матч вничью против Канады (12:12). На том турнире он сыграл два матча: 8 сентября против Австралии в Лионе на «Стад де Жерлан» (разгромное поражение 3:91) и 20 сентября против Уэльса в Кардиффе на «Миллениуме» (поражение 18:72).

### Смерть
3 апреля 2010 года Ясунори Ватанабэ упал с железнодорожной платформы станции Камакура в одноимённом городе (к югу от Токио) и был насмерть сбит поездом. Согласно данным в полиции показаниям сотрудника станции, это произошло в 21:30, а рядом не было никого из посторонних.

## Достижения
- Японский университет спортивных наук[3]
  - Чемпион лиги Канто: 1995
- Тосиба Брэйв Лупус[3]
  - Чемпион Всеяпонского чемпионата по регби: 1998, 1999, 2004, 2006, 2007
  - Чемпион Топ-Лиги: 2005, 2006, 2007, 2009
  - Победитель национального турнира региональных лиг: 1998
  - Обладатель Кубка Microsoft: 2005, 2006, 2007, 2009
- Сборная Японии[3]
  - Чемпион Азии: 1998, 2004, 2006